# Pálenica (Magura Spiska)
Pálenica – szczyt na Słowacji we wschodniej części Magury Spiskiej. Znajduje się w bocznym,  północno-zachodnim grzbiecie Jawora (949 m), położonego w głównej grani Magury Spiskiej, tuż po wschodniej stronie Przełęczy Magurskiej (949 m). W grzbiecie tym kolejno znajdują się (w kierunku od Jawora na północny zachód): Pálenica, Hulok (1003 m) i Koncisty vrch (987 m). 
Południowo-zachodnie stoki Pálenicy opadają do doliny potoku Sčerbova (dopływ Rieki w dorzeczu Dunajca). Stokami tymi przez Przełęcz Magurską poprowadzono szosę łącząca Spiską Starą Wieś z Białą Spiską. Ponadto przez siodło między Palenicą a Jaworem biegnie lokalna droga łącząca Przełęcz Magurską z Przełęczą Toporzecką.
Pálenica ma dwa mało wybitne i płaskie wierzchołki, obydwa są bezleśne, trawiaste, bezleśny jest również cały grzbiet Palenicy i znaczna część stoków. Trawiaste obszary Palenicy łączą się z również trawiastym obszarem Przełęczy Magurskiej. Dzięki temu są to rejony dość widokowe. Ludność zamieszkująca położoną w  pobliżu wieś Relów jest pochodzenia łemkowskiego. Łemkowie otrzymywali na grzbietach i stokach gór duże łąki poprzez wypalanie lasu. Na Palenicę nie prowadzi żaden szlak turystyczny, można jednak wejść na nią z Przełęczy Magurskiej.